# De Haan (Franeker)
De Haan is een verdwenen zaagmolen in Franeker in de Nederlandse provincie Friesland.

## Geschiedenis
De molen was afkomstig uit de stad Sneek en werd in 1892 naar Franeker verplaatst ter vervanging van de op 1 oktober 1891 afgebrande zaagmolen De Eendracht. De Haan werd in 1912 wegens stormschade onttakeld. Op 26 september 1975 werd de molen door brand verwoest.

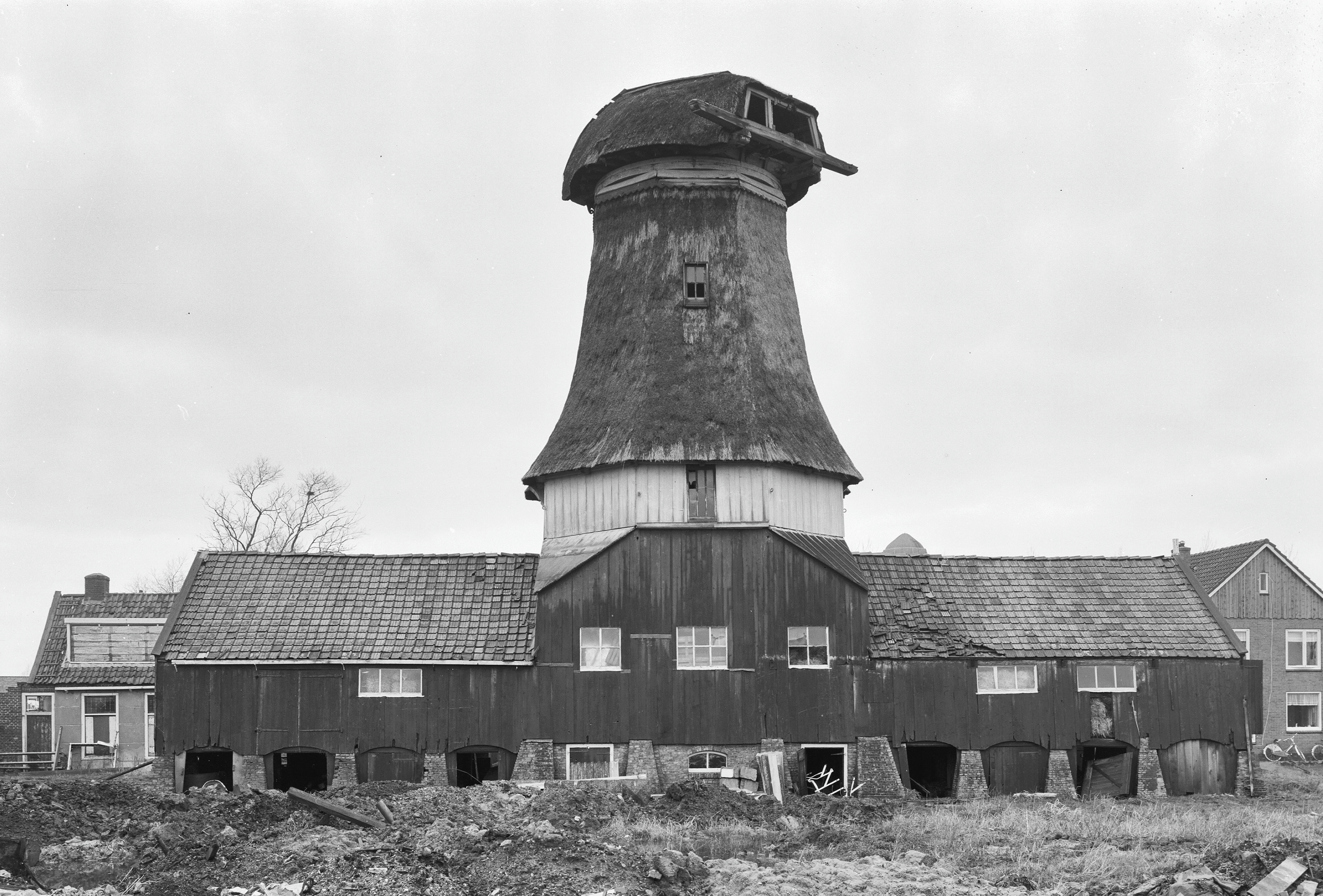
Houtzaagmolen De Haan (1965)